# The Great Space Coaster
The Great Space Coaster fue un programa infantil de televisión estadounidense emitido desde 1981 hasta 1986. La serie estuvo dirigida por Dick Feldman y distribuida por Sunbow Productions.

## Resumen e historia del programa
El programa trata sobre tres jóvenes cantantes (Francine, Danny y Roy) quienes son llevados a un asteroide habitable por un títere de payaso llamado Baxter quien controla la "Space coaster", (una especie de montaña rusa y nave espacial). El asteroide está habitado por extraños personajes de títeres como Goriddle Gorilla, el pájaro Knock-Knock, Edison el elefante y Gary Gnu, el cual presenta "The Gary Gnu Show". Baxter siempre está huyendo de M. T. Promises un vil propietario de un circo que siempre planea capturar a Baxter y devolverlo de vuelta al circo donde trabajaba antes de escapar. Cada episodio acaba con una diferente lección de vida y varias celebridades han aparecido en ocasiones (como Mark Hamill y Marvin Hamlisch).
En cada episodio, Roy muestra un cortometraje en su portátil plegable, a menudo ofrece segmentos de La Línea, una serie italiana de animación sobre un pequeño hombre que es dibujado usando una sola línea al principio del corto y cobrando vida después, comunicándose con su dibujante con su voz italiana estridente haciendo una mezcla de galimatías. Francine, Roy y Danny cantan una canción juntos en cada episodio (originales a veces como "Wacky Talk", o canciones antiguas como "Be a Clown" o covers de éxitos de los 60 y 70) y varios títeres cantan a menudo con ellos. Unos pocos años dentro del programa se emitía el MTV-like donde empezaba el segmento "Rockin' with Rory", donde un DJ de marioneta presentaba a "Danny and the Spacecoasters" interpretando varias versiones. Mientras que la mayoría de la acción transcurría en el set espacial no era extraño que los personajes bajaran directo a la Tierra para filmar números musicales
The Great Space Coaster fue muy popular en sus días y fue comercializado junto a muñecos de Goriddle Gorilla y Gary Gnu entre otros juguetes. Pero los índices de audiencia empezaron a bajar en pocos años y los productores creyeron que sería correcto traer nuevos personajes como Huggles y Rory. Del programa no se hizo ninguna reposición ni está disponible en DVD (algunos episodios se lanzaron en VHS, aunque apenas se notó un incremento), dándole un estatus como legendaria entre aquellos programas de los años 80. El programa fue poco innovador en su tiempo y continúa estando referenciado en la cultura popular de hoy, un ejemplo es en el 2006, el episodio "I Take Thee Quagmire" de Padre de familia donde se incluía una parodia de la serie con el opening.